# Heel (gemeente)
Heel (uitspraakⓘ) (Limburgs: Hael) is een voormalige gemeente in Limburg (Nederland). De voormalige gemeente telde op 1 januari 2009 8448 inwoners (bron: Gemeente Maasgouw) en had een oppervlakte van 25,36 km² (waarvan 6 km² water). Op 1 januari 2007 werd de gemeente Heel samengevoegd met de gemeenten Maasbracht en Thorn tot de nieuwe gemeente Maasgouw.

## Geschiedenis
De gemeente werd op 1 januari 1991 gevormd uit de opgeheven gemeenten Beegden, Wessem en Heel en Panheel. Voor de oprichting van Heel en Panheel in 1818 was Heel ook een gemeente waarin het gelijknamige dorp de enige kern was.

## Kernen in de voormalige gemeente
Beegden, Heel (gemeentehuis), Panheel en Wessem.

## Buurtschappen in de voormalige gemeente
Osen, Pol, Heelderpeel (Haelderpieel), Sleydal ('t sleydaal)

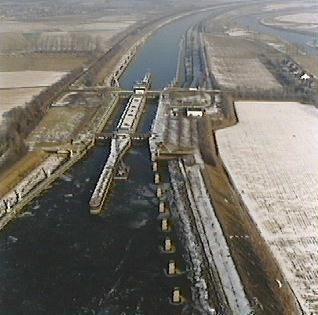
Sluis Heel